# Jerzy Lileyko

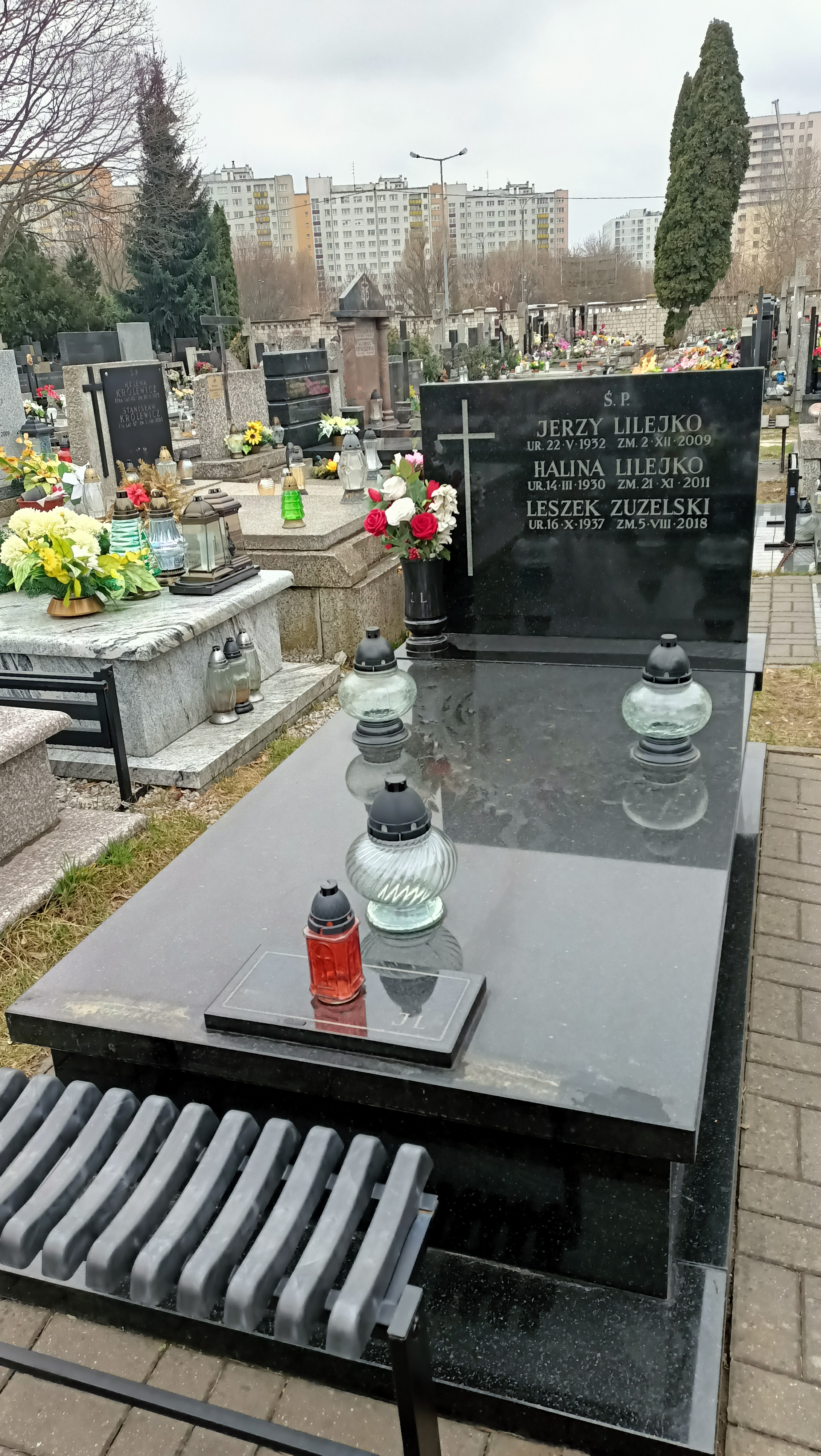
Grób Jerzego Lilejko na Cmentarzu Wawrzyszewskim w Warszawie

Jerzy Lileyko (ur. 22 maja 1932 w Brześciu nad Bugiem, zm. 2 grudnia 2009) – historyk sztuki, profesor zwyczajny KUL, profesor Instytutu Sztuki Polskiej Akademii Nauk w Warszawie, długoletni kierownik Katedry Historii Sztuki Nowożytnej Instytutu Historii Sztuki KUL, współtwórca koncepcji urządzenia wnętrz Zamku Królewskiego w Warszawie oraz Muzeum Sejmu Polskiego, badacz dziejów mecenatu polskich królów Sejmu Polskiego i sztuki dawnej Warszawy.

## Życiorys
W latach powojennych odbył studia na Uniwersytecie Warszawskim. Pracę naukową rozpoczął pod opieką profesorów Władysława Tomkiewicza i Stanisława Lorenza. W latach 1960–1963 pracował w Muzeum w Łazienkach, w latach 1963–1974 w Muzeum Warszawy, od 1974 do 1979 roku w Zamku Królewskim w Warszawie. Od roku 1980 pracował w Instytucie Sztuki PAN w Warszawie, gdzie pracował aż do przejścia na emeryturę. Od roku 1988 związany z Katolickim Uniwersytetem Lubelskim, gdzie w roku 1989 został mianowany kierownikiem Katedry Historii Sztuki Nowożytnej. W 1990 habilitacja w Instytucie Sztuki PAN. W roku 1992 otrzymał stanowisko profesora KUL, w roku 1995 tytuł naukowy profesora w Instytucie Sztuki PAN, a w roku 1999 etat profesora zwyczajnego KUL.
Ostatnim osiągnięciem Jerzego Lileyki był udział w rekonstrukcji polskich insygniów koronacyjnych, które Rzeczpospolita odzyskała dzięki ofiarności garstki ludzi z Adamem Orzechowskim na czele.
Jerzy Lileyko zmarł w wyniku choroby 2 grudnia 2009 roku, msza pogrzebowa została odprawiona 8 grudnia w kościele pw. św. Marii Magdaleny przy ul. Wólczyńskiej (Wawrzyszew). Ciało prof. Jerzego Lileyko zostało złożone go grobu na cmentarzu Wawrzyszewskim.

## Wybrane publikacje
- Zamek Warszawski 1569–1763
- Rezydencja królewska i siedziba władz Rzeczypospolitej (1569–1763), 1984
- Życie codzienne w Warszawie za Wazów, Warszawa 1984
- Regalia polskie, Warszawa 1987
- Sejm Polski. Tradycja-ikonografia-sztuka, 2003